# Arturo Wilson Navarrete
Arturo Wilson Navarrete (Santiago, 1 de junio de 1851-Viña del Mar, 26 de diciembre de 1936) fue un marino chileno que alcanzó el grado de vicealmirante. Fue guardiamarina ayudante del comandante Arturo Prat Chacón y participó del combate naval de Iquique al encontrarse embarcado en la corbeta Esmeralda, el 21 de mayo de 1879.

## Primeros años
Nació en Santiago de Chile el 1 de junio de 1851. Sus padres fueron Jorge Wilson —de origen irlandés— e Irene Navarrete. El 10 de marzo de 1866 ingresó a la Escuela Naval del Estado.

## Carrera Naval

### Inicios
El 2 de abril de 1870 obtuvo su título de Aspirante de Marina, de la Armada de Chile. En 1872 se embarcó en la fragata norteamericana Pensacola en la que permaneció por 15 meses; al regreso, en agosto de 1875, se retiró voluntariamente y se dedicó al comercio.

### Guerra de Pacífico
Al comenzar la Guerra del Pacífico, se reincorporó a la Armada a petición del comandante Arturo Prat Chacón embarcándose en la goleta cañonera Covadonga, como guardiamarina ayudante del comandante. En Iquique, en mayo de 1879, el almirante Williams Rebolledo, comandante en jefe de la escuadra chilena efectuó cambios en el mando de algunas naves, el comandante Prat y su ayudante fueron destinados a la corbeta Esmeralda.

### Combate naval de Iquique
De los 198 tripulantes de la Esmeralda sólo sobrevivieron 58, entre ellos Arturo Wilson. Hecho prisionero, fue llevado inicialmente a la Aduana de Iquique y luego a la ciudad de Tarma en el centro de Perú. A fines de diciembre de 1879 fue liberado, regresando a Chile. posteriormente fue ascendido a teniente 1°.

### Nuevas destinaciones
En 1882 se desempeñó como Ayudante del comandante Juan José Latorre a bordo del blindado Cochrane. En 1885 siendo capitán de corbeta, tomó el mando de la cañonera Magallanes y levantó el plano del río Buta Palena y estero Pití Palma, luego en 1886 efectuó el estudio de la isla Santa María. En 1887 y 1888 levantó puerto Condell, Angostura White, Bahía Posesión, Bahía Pascua y Angostura Kirke. En 1889 continuó con el levantamiento hidrográfico de Muñoz Gamero, seno Última Esperanza, Bahía Desengaño, Puerto Lastarria, isla Orella y Bahía Gente Grande. Posteriormente fue nombrado comandante del crucero Presidente Pinto que se encontraba en construcción en Francia. En la Guerra Civil de 1891 fue separado del servicio por apoyar al bando balmacedista, siendo reincorporado en 1893.

## Matrimonio - Últimos años
En 1882 contrajo matrimonio con Adela del Solar con quien tuvo cuatro hijos: dos varones y dos gemelas mujeres.